# Wetterau
Wetterau – dolina w środkowych Niemczech (Hesja) na północ od Frankfurtu w sąsiedztwie doliny rzeki Men. Nazwa pochodzi od rzeki Wetter, która wpływa do Menu. Największe miasta w dolinie Wetterau to Bad Nauheim i Friedberg (Hessen). Wetterau słynie z popularnego wina jabłkowego, które w Hesji jest znane jako „Äppelwoi”.